# Katedra w Nikorcmindzie
Katedra w Nikorcmindzie – prawosławna cerkiew katedralna w Nikorcmindzie.
Świątynia została wzniesiona ok. 1014, za panowania króla Gruzji Bagrata III. Swoją formą architektoniczną wyróżnia się zdecydowanie na tle gruzińskiej architektury sakralnej swojej epoki, jedyną świątynią o zbliżonych cechach jest katedra w Kumurdo. Jest to budowla w formie rotundy z promieniście rozmieszczonymi sześcioma ramionami, z których pięć wykończonych jest absydami. Całość wieńczy kopuła wsparta na sześciu podporach. Od strony zachodniej i południowo-zachodniej cerkiew posiada narteksy. Wewnętrznie świątynia jest jednoprzestrzenna; wrażenia tego nie pomniejszają cztery niewielkie pomieszczenia po bokach pomieszczenia ołtarzowego i w zachodnim ramieniu.
Na elewacjach budynku, w bębnie oraz w obydwu narteksach przetrwały fragmenty pierwotnych dekoracyjnych płaskorzeźb, w tym scena Wniebowstąpienia na fasadzie południowej oraz postacie świętych w otoczeniu fantastycznych zwierząt.
Uległa zniszczeniu podczas trzęsienia ziemi w 1991 roku i została odrestaurowana . 
W 2007 roku katedra została wpisana na gruzińską listę informacyjną UNESCO – listę obiektów, które Gruzja zamierza rozpatrzyć do zgłoszenia do wpisu na listę światowego dziedzictwa UNESCO. 